# Courson
Courson ist eine ehemalige französische Gemeinde mit zuletzt 429 Einwohnern (Stand: 1. Januar 2014), den Coursonnais, im Département Calvados in der Region Normandie.
Zum 1. Januar 2017 wurde Courson im Zuge einer Gebietsreform zusammen mit neun benachbarten Gemeinden als Ortsteil in die neue Gemeinde Noues de Sienne eingegliedert.

## Geografie
Courson liegt rund 68 km südwestlich von Caen. Das im Département Manche, an das Courson im Westen und Norden grenzt, gelegene Saint-Lô ist etwa 32 km entfernt.

## Bevölkerungsentwicklung
| Jahr                             | 1793  | 1836  | 1876  | 1926 | 1946 | 1968 | 1990 | 2014 |
| Einwohner                        | 1.434 | 1.358 | 1.118 | 742  | 797  | 591  | 420  | 429  |
| Quelle: Cassini, EHESS und INSEE |       |       |       |      |      |      |      |      |

## Sehenswürdigkeiten
- Kirche Notre-Dame aus dem 16. Jahrhundert, seit 1928 Monument historique[3]